# Yassin al-Haj Saleh
Yassin al-Haj Saleh (Raqqa, 1 februari 1961) is een Syrisch schrijver en dissident. Hij schrijft over politieke, sociale en culturele onderwerpen met betrekking tot Syrië en de Arabische wereld.

## Levensloop
Tijdens zijn studie geneeskunde aan de universiteit van Aleppo was Saleh lid van een communistische groepering die vrije verkiezingen nastreefde. Vanwege zijn lidmaatschap werd hij nog tijdens zijn studie gevangengezet, onder meer in de gevangenis van Tadmoer. Pas zestien jaar later werd hij weer vrijgelaten. In die tijd was lezen voor hem een remedie om zijn verstand niet te verliezen. Vanaf zijn vrijlating in 1996 vervolgde hij zijn studie en slaagde hij in 2000 als algemeen arts. Hij heeft zijn vak echter nooit in de praktijk uitgeoefend. 
Nog steeds politiek betrokken, besloot hij zich te wijden aan het schrijven van kritische stukken. Hij schrijft voor de gedrukte Arabische media over de regeringen van de Al-Assad-regimes en de werking van de strategieën van zowel de regering als de oppositie. Hij levert commentaren op sociaal-cultureel gebied over de politieke conflicten in het Midden-Oosten, zonder zich mee te laten slepen door sensatieberichten en de geruchtenstroom.
Net voor de opstand in Syrië verliet hij op 30 januari 2011 zijn woning, om zich buiten het zicht van de Syrische geheime dienst te kunnen wijden aan het geven van zijn vrije meningsuiting.
In 2012 werd Saleh bekroond met een Prins Claus Prijs voor zijn bijdrage aan het begrip over de Arabische wereld.